# Record de vitesse aérien

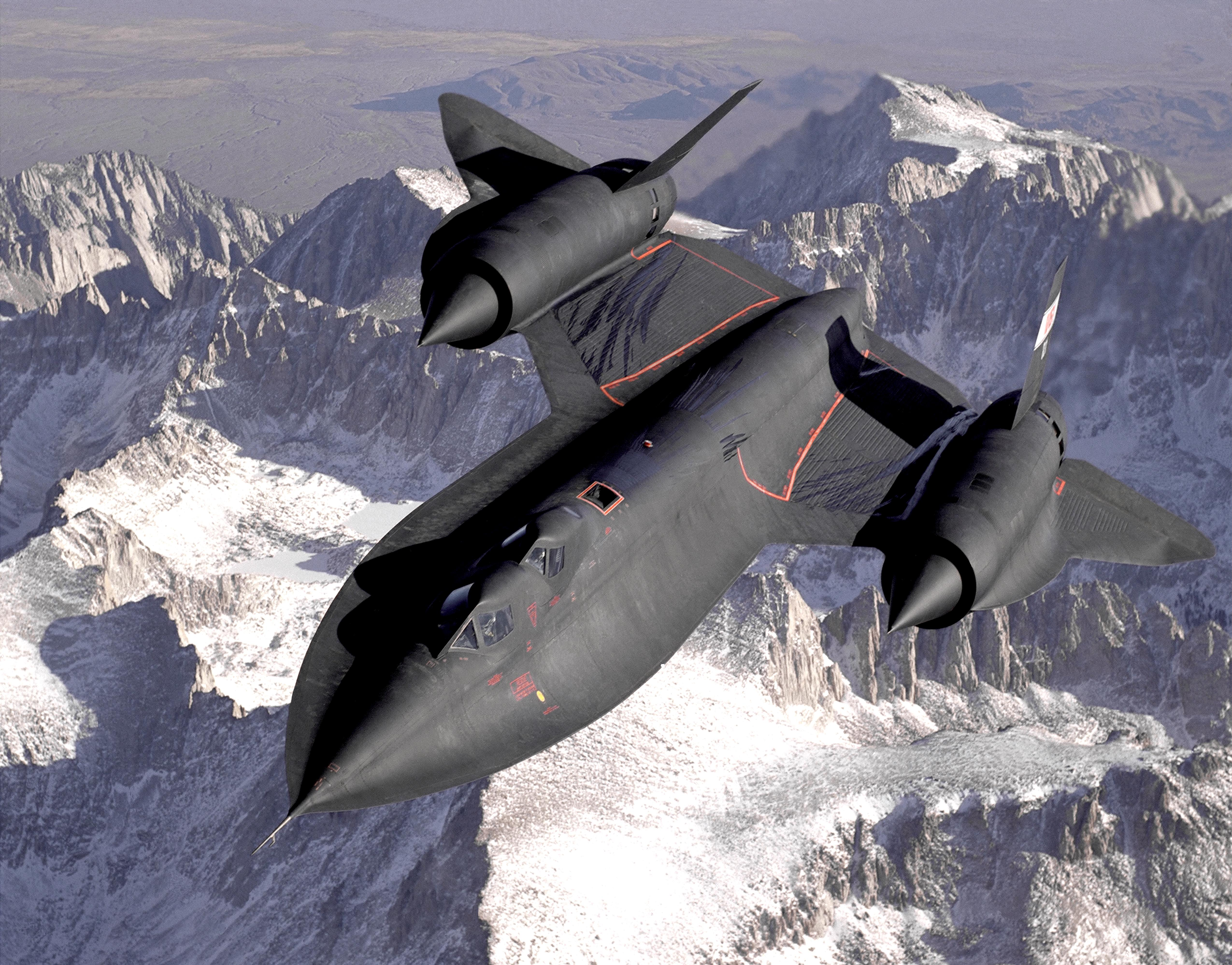
Le SR-71 Blackbird est le détenteur actuel du record de l'avion le plus rapide.

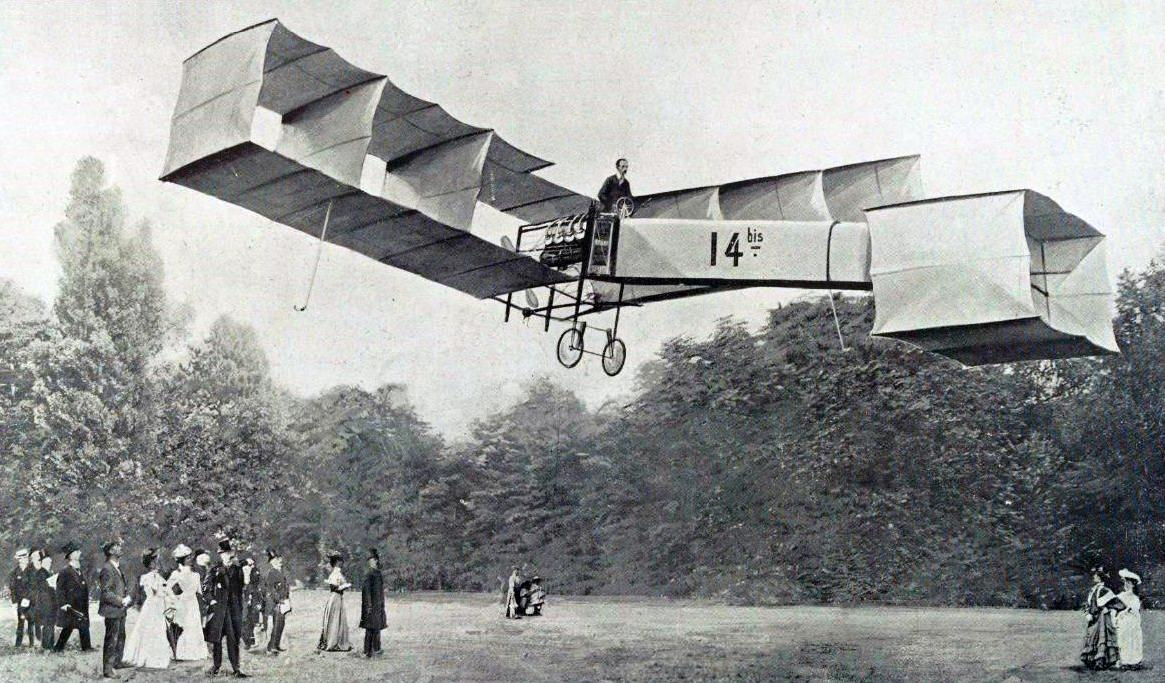
Santos-Dumont le 12 novembre 1906, sur son 14-bis (premier record du monde officiel).

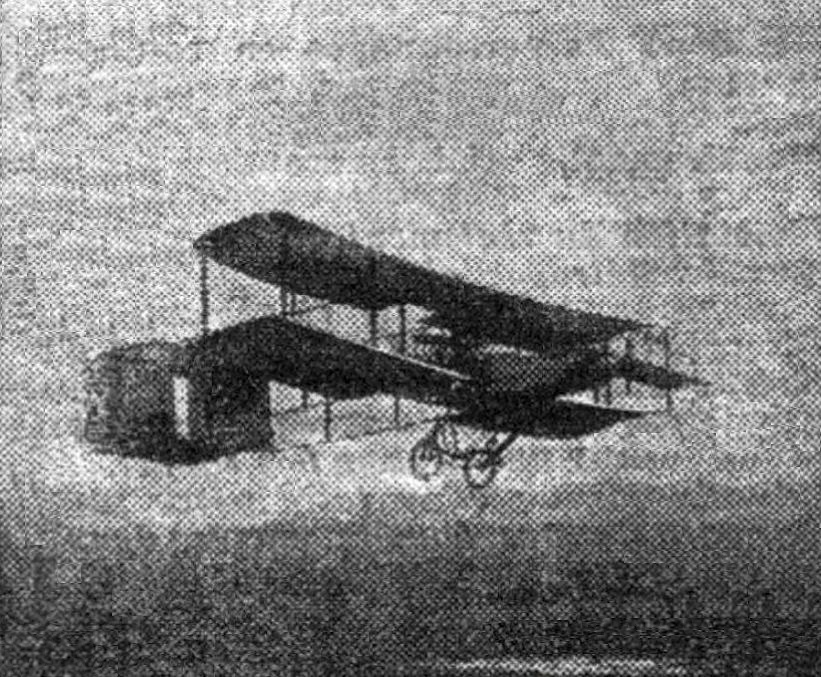
Henry Farman à Issy-les-Moulineaux, en octobre 1907 (RM).

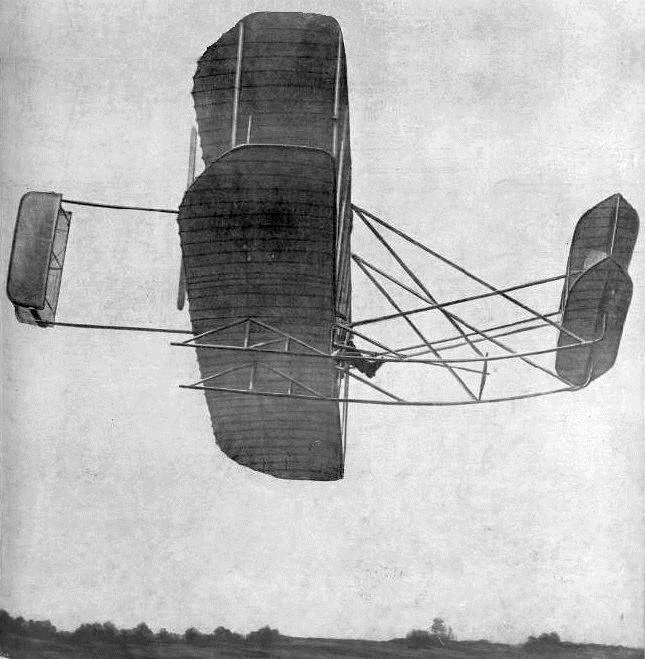
Paul Tissandier le 25 mai 1909 sur Wright Model A, sur les landes de Pont-Long près de Pau.

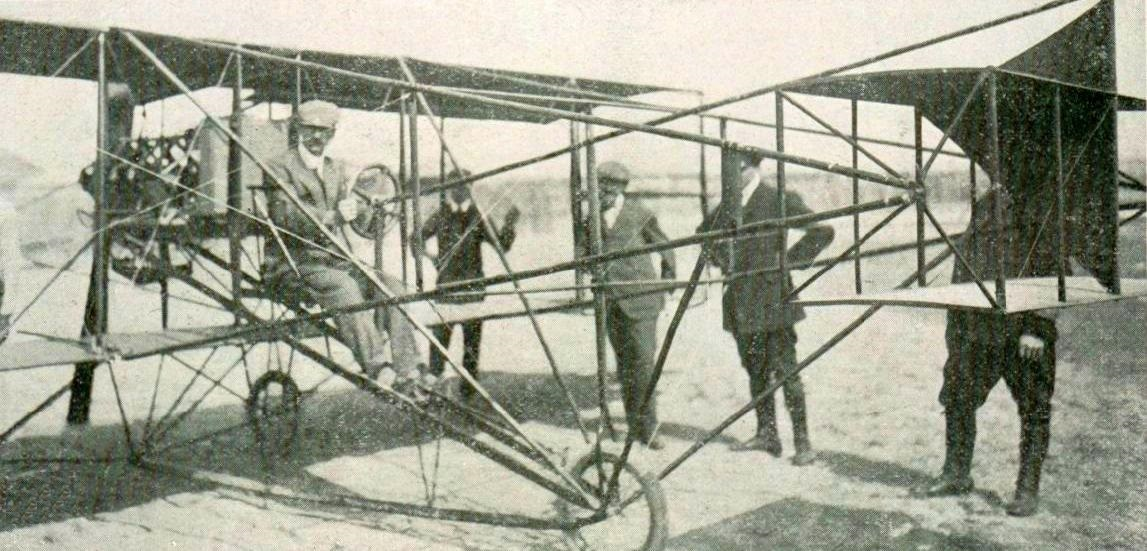
Glenn Curtiss, sur Curtiss No 2 à la Semaine de Champagne d'août 1909 (RM).

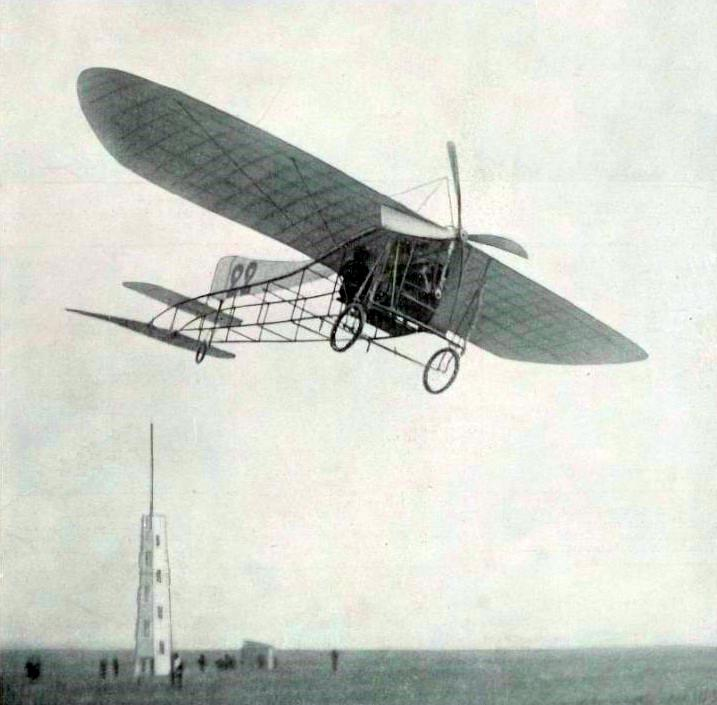
Le 28 août 1909 Louis Blériot bat le record du monde de vitesse au Meeting de Champagne à Reims, sur Blériot XI à moteur E.N.V. et toiles Continental.

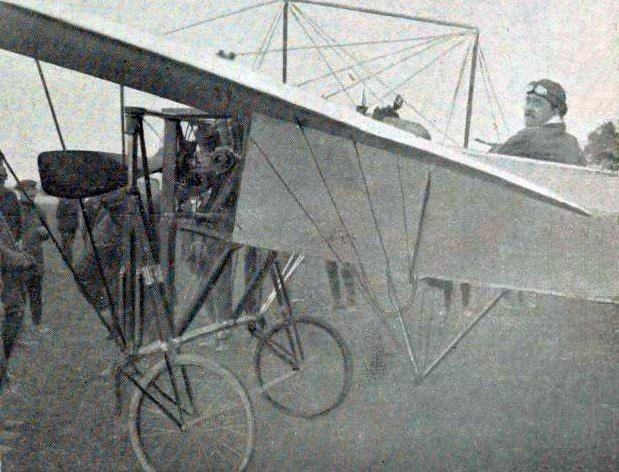
Léon Morane sur Blériot à la Semaine de Champagne de Juillet 1910 (RM).

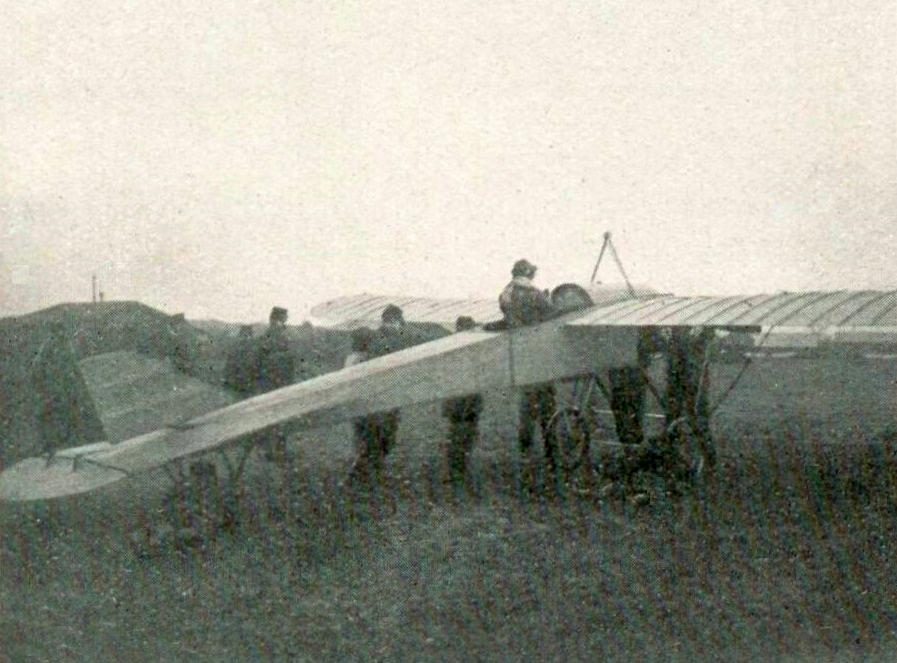
Alfred Leblanc en avril 1911 à l'école d'aviation de Pau, sur Blériot 100CV.

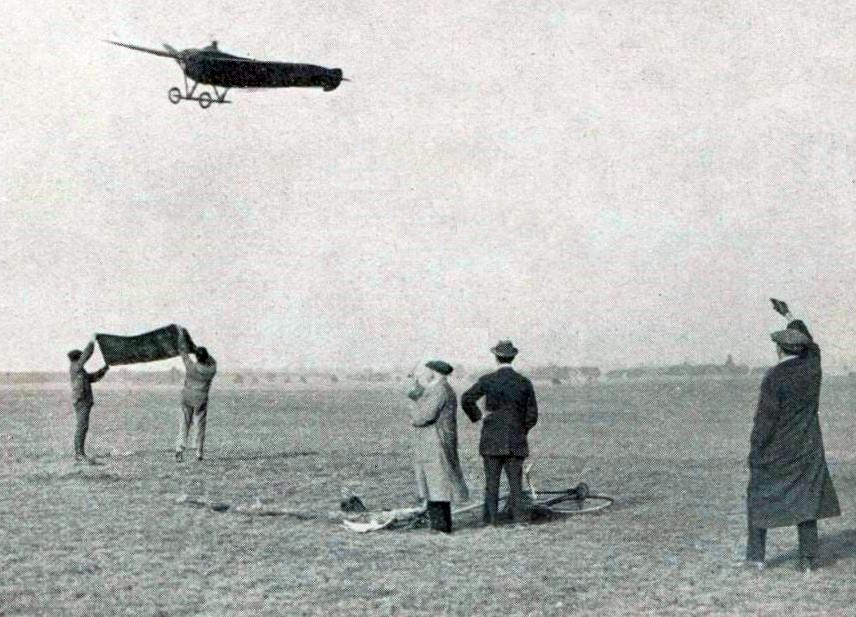
Édouard Nieuport recordman du monde de vitesse aérienne le 11 mai 1911 à Châlons.

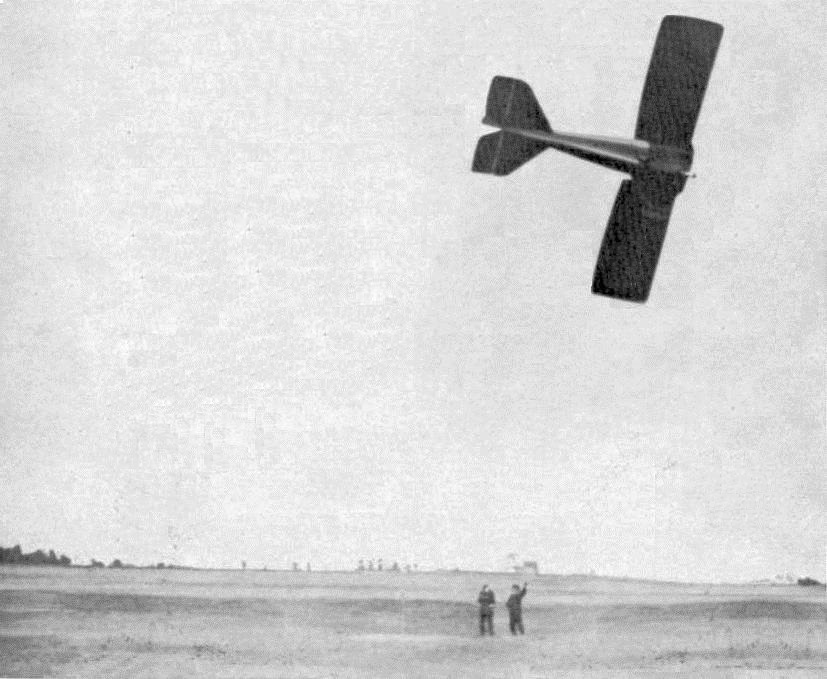
Jules Védrines en septembre 1912 à Chicago (RM).

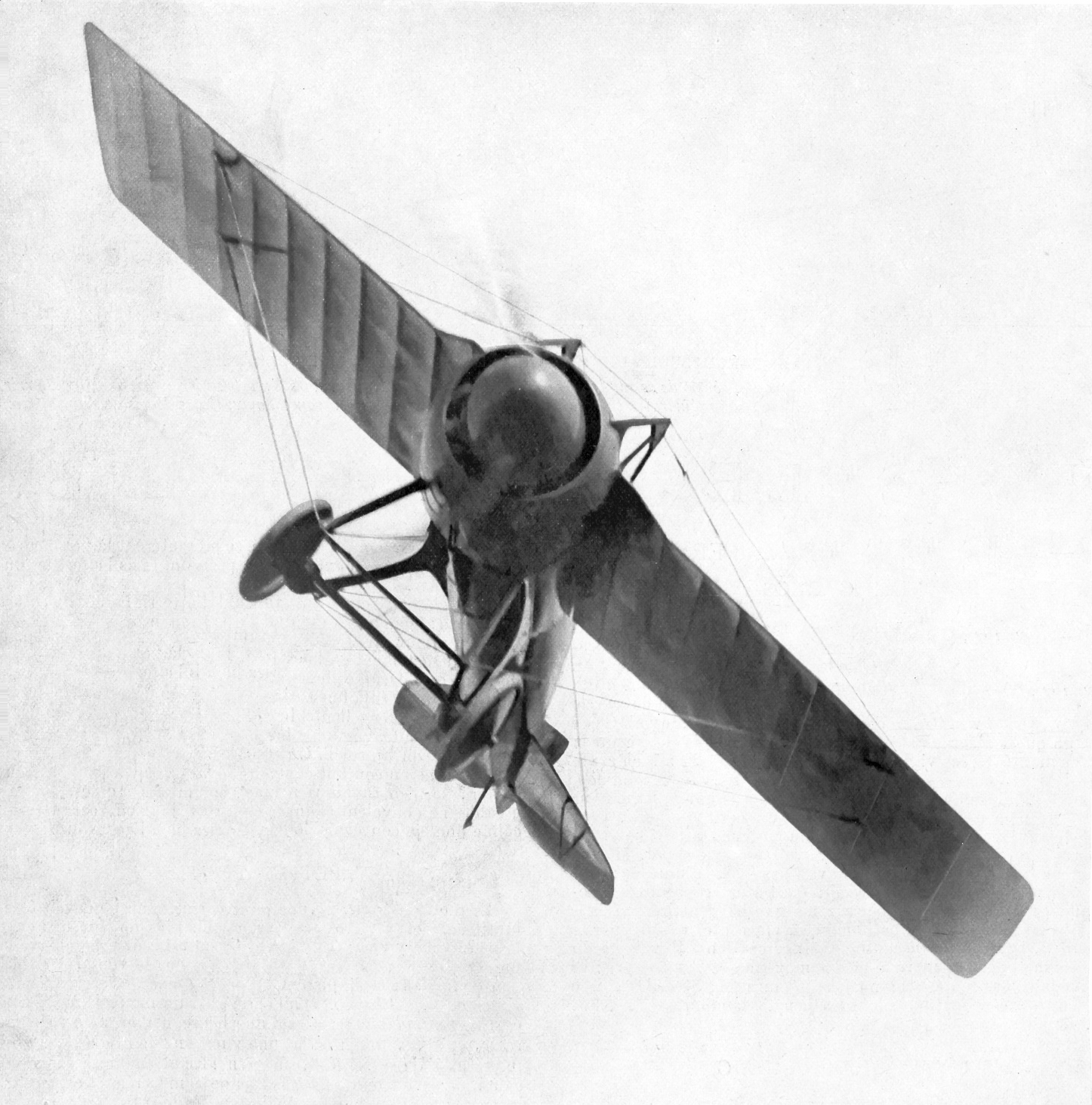
Maurice Prévost vainqueur de la Coupe Gordon Bennett en septembre 1913, et RM du monde de vitesse.

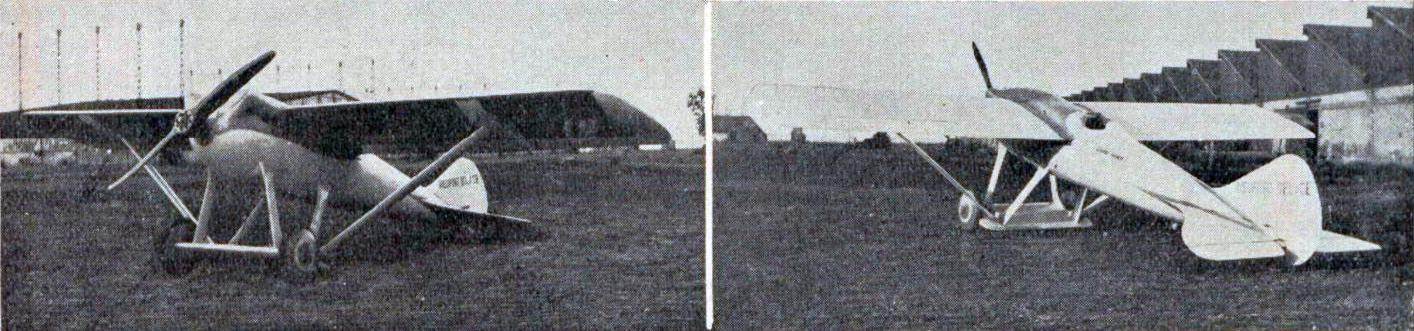
Le sesquiplan Nieuport-Delage à moteur Hispano-Suiza 300 HP de Sadi-Lecointe, utilisé en février 1923 à Istres.

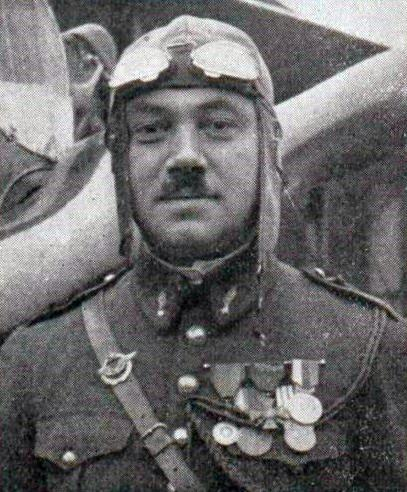
L'adjudant-chef Florentin Bonnet (1925).

Un record de vitesse aérien concerne la vitesse anémométrique la plus rapide atteinte par un avion, catégorisé parmi une classe particulière. Les règles pour la validation de ces records sont définies par la Fédération aéronautique internationale (FAI), qui ratifie également toutes les réclamations.

### Graphique

Évolution du record de la vitesse depuis 1900.

## Record

### Records absolus
| Date              | Lieu                        | Pilote                           | Nat. pilote | Vitesse | Vitesse   | Aéronef                             | Commentaires                                                              |
| Date              | Lieu                        | Pilote                           | Nat. pilote | mph     | km/h      | Aéronef                             | Commentaires                                                              |
| ----------------- | --------------------------- | -------------------------------- | ----------- | ------- | --------- | ----------------------------------- | ------------------------------------------------------------------------- |
| 17 décembre 1903  | Kitty Hawk, États-Unis      | Wilbur Wright                    |             | 6,82    | 10,98     | Wright Flyer                        |                                                                           |
| 5 octobre 1905    | Fairborn, États-Unis        | Wilbur Wright                    |             | 37,85   | 60,23     | Wright Flyer III                    |                                                                           |
| 12 novembre 1906  | Paris, France               | Alberto Santos-Dumont            |             | 25,65   | 41,292    | Santos-Dumont 14-bis                | Premier record de vitesse aérien officiellement reconnu,.                 |
| 26 octobre 1907   | Issy-les-Moulineaux, France | Henry Farman                     |             | 32,73   | 52,7      | Voisin-Farman I                     | ,                                                                         |
| 25 mai 1909       | Pau, France                 | Paul Tissandier                  |             | 34,04   | 54,81     | Wright Model A                      | ,                                                                         |
| 23 août 1909      | Reims, France               | Glenn Curtiss                    |             | 44,367  | 69,821    | Curtiss No. 2                       | Coupe Gordon Bennett,.                                                    |
| 24 août 1909      | Reims, France               | Louis Blériot                    |             | 46,160  | 74,318    | Blériot XI                          | ,                                                                         |
| 28 août 1909      | Reims, France               | Louis Blériot                    |             | 47,823  | 76,995    | Blériot XI                          | ,                                                                         |
| 23 avril 1910     | Nice, France                | Hubert Latham                    |             | 48,186  | 77,579    | Antoinette VII                      | ,                                                                         |
| 10 juillet 1910   | Reims, France               | Léon Morane                      |             | 66,154  | 106,508   | Blériot                             | ,                                                                         |
| 29 octobre 1910   | New York, USA               | Alfred Leblanc                   |             | 68,171  | 109,756   | Blériot XI                          | ,                                                                         |
| 12 avril 1911     | Pau, France                 | Alfred Leblanc                   |             | 69,442  | 111,801   | Blériot Blériot                     | ,                                                                         |
| 11 mai 1911       | Châlons, France             | Édouard Nieuport                 |             | 73,385  | 119,76    | Nieuport IIN                        | ,                                                                         |
| 12 juin 1911      |                             | Alfred Leblanc                   |             | 77,64   | 125       | Blériot                             | [ 1 ]                                                                     |
| 16 juin 1911      | Châlons, France             | Édouard Nieuport                 |             | 80,781  | 130,057   | Nieuport IIN                        | ,                                                                         |
| 21 juin 1911      | Châlons, France             | Édouard Nieuport                 |             | 82,693  | 133,136   | Nieuport IIN                        | ,                                                                         |
| 13 janvier 1912   | Pau, France                 | Jules Védrines                   |             | 87,68   | 145,161   | Deperdussin Monocoque (1912)        | ,                                                                         |
| 22 février 1912   | Pau, France                 | Jules Védrines                   |             | 100,18  | 161,29    | Deperdussin monoplane               | ,                                                                         |
| 29 février 1912   | Pau, France                 | Jules Védrines                   |             | 100,9   | 162,454   | Deperdussin Monocoque               | ,                                                                         |
| 1er mars 1912     | Pau, France                 | Jules Védrines                   |             | 103,62  | 166,821   | Deperdussin Monocoque               | ,                                                                         |
| 2 mars 1912       | Pau, France                 | Jules Védrines                   |             | 104,29  | 167,91    | Deperdussin Monocoque               | ,                                                                         |
| 13 juillet 1912   | Reims, France               | Jules Védrines                   |             | 106,07  | 170,777   | Deperdussin Monocoque               | ,                                                                         |
| 9 septembre 1912  | Chicago, États-Unis         | Jules Védrines                   |             | 108,14  | 174,1     | Kanav Wason (1912)                  | ,                                                                         |
| 17 juin 1913      | Reims, France               | Maurice Prévost                  |             | 111,69  | 179,82    | Deperdussin Monocoque (1913)        | ,                                                                         |
| 27 septembre 1913 | Reims, France               | Maurice Prévost                  |             | 119,19  | 191,897   | Deperdussin Monocoque (1913)        | ,                                                                         |
| 29 septembre 1913 | Reims, France               | Maurice Prévost                  |             | 126,61  | 203,85    | Deperdussin Monocoque (1913)        | ,                                                                         |
| 1914              |                             | Norman Spratt                    |             | 134,5   | 216,5     | Royal Aircraft Factory S.E.4        | Non-officialisé par la FAI                                                |
| Août 1918         |                             | Roland Rohlfs                    |             | 163     | 262,3     | Curtiss 18                          | Non-officialisé par la FAI                                                |
| 1919              |                             | Joseph Sadi-Lecointe             |             | 191,1   | 307,5     | Nieuport-Delage NiD 29V             | Non-officialisé par la FAI                                                |
| 7 février 1920    | Villacoublay, France        | Joseph Sadi-Lecointe             |             | 171     | 275,264   | Nieuport-Delage NiD 29V             | ,                                                                         |
| 28 février 1920   | Villacoublay, France        | Jean Casale                      |             | 176,1   | 283,464   | Spad-Herbemont 20 bis               | ,                                                                         |
| 9 octobre 1920    | Buc, France                 | Bernard de Romanet               |             | 181,8   | 292,682   | Spad-Herbemont 20 bis               | ,                                                                         |
| 10 octobre 1920   | Buc, France                 | Joseph Sadi-Lecointe             |             | 184,3   | 296,694   | Nieuport-Delage NiD 29V             | ,                                                                         |
| 20 octobre 1920   | Villacoublay, France        | Joseph Sadi-Lecointe             |             | 187,9   | 302,529   | Nieuport-Delage NiD 29V             | ,                                                                         |
| 4 novembre 1920   | Buc, France                 | Bernard de Romanet               |             | 191,9   | 309,012   | SPAD S.XX                           | ,                                                                         |
| 12 décembre 1920  | Villacoublay, France        | Joseph Sadi-Lecointe             |             | 194,4   | 313,043   | Nieuport-Delage NiD 29V             | ,                                                                         |
| 26 septembre 1921 | Ville Sauvage, France       | Joseph Sadi-Lecointe             |             | 205,2   | 330,275   | Nieuport-Delage Sesquiplane         | ,                                                                         |
| 13 octobre 1922   | Détroit, États-Unis         | Billy Mitchell                   |             | 222,88  | 358,836   | Curtiss R                           | ,                                                                         |
| 18 octobre 1922   | Détroit, États-Unis         | Billy Mitchell                   |             | 224,28  | 360,93    | Curtiss R-6                         | ,                                                                         |
| 15 février 1923   | Istres, France              | Joseph Sadi-Lecointe             |             | 232,91  | 375       | Nieuport-Delage                     | [ 21 ]                                                                    |
| 29 mars 1923      | Dayton, États-Unis          | Russell Maughan                  |             | 236,587 | 380,74    | Curtiss R-6                         | ,                                                                         |
| 2 novembre 1923   | Mineola, États-Unis         | Harold J. Brow                   |             | 259,16  | 417,07    | Curtiss R2C-1                       | ,                                                                         |
| 4 novembre 1923   | Mineola, États-Unis         | Alford J. Williams               |             | 266,59  | 429,02    | Curtiss R2C-1                       | ,                                                                         |
| 11 décembre 1924  |                             | Florentin Bonnet                 |             | 278.37  | 448.171   | Bernard-Ferbois V-2                 | ,                                                                         |
| 13 septembre 1935 | Santa Ana, États-Unis       | Howard Hughes                    |             | 352     | 566       | Hughes H-1                          | Non-officialisé par la FAI                                                |
| 26 avril 1939     | Augsbourg, Allemagne        | Fritz Wendel                     |             | 469,220 | 755,138   | Me 209 V1                           | Record pour un moteur à pistons jusqu'en 1969                             |
| 1941              | Peenemünde, Allemagne       | Heini Dittmar                    |             | 623,65  | 1003,67   | Messerschmitt Me 163A V4            | Non-officialisé par la FAI but over the 3 km FAI distance,                |
| 1944              | Leipheim, Allemagne         | Heinz Herlitzius                 |             | 624     | 1004      | Messerschmitt Me 262 S2             | Non-officialisé par la FAI                                                |
| 1944              | Lagerlechfeld, Allemagne    | Heini Dittmar                    |             | 702     | 1130      | Messerschmitt Me 163B V18           | Non-officialisé par la FAI                                                |
| 7 novembre 1945   | Herne Bay, Royaume-Uni      | Hugh Wilson                      |             | 606,4   | 975,9     | Gloster Meteor F Mk 4               | EE455 Britannia, a Mk 3 converted on production line to a long-span Mk 4. |
| 7 septembre 1946  | Littlehampton, Royaume-Uni  | Edward Mortlock Donaldson        |             | 615,78  | 990,79    | Gloster Meteor F Mk 4               | EE530, a long-span Mk 4.                                                  |
| 19 juin 1947      | Muroc, États-Unis           | Col. Albert Boyd                 |             | 623,74  | 1 003,60  | Lockheed P-80R Shooting Star        | [ 38 ]                                                                    |
| 20 août 1947      | Muroc, États-Unis           | Turner Caldwell                  |             | 640,663 | 1 031,049 | Douglas Skystreak                   | [ 39 ]                                                                    |
| 25 août 1947      | Muroc, États-Unis           | Marion Eugene Carl               |             | 650,796 | 1 047,356 | Douglas Skystreak                   | [ 39 ]                                                                    |
| 14 octobre 1947   | Muroc, États-Unis           | Chuck Yeager                     |             | 670     | 1 078     | Bell X-1                            | Propulsion à fusée – Non-officialisé par la FAI C-1 record                |
| 6 novembre 1947   | Muroc, États-Unis           | Chuck Yeager                     |             | 891     | 1 434     | Bell X-1                            | Propulsion à fusée – Non-officialisé par la FAI C-1 record                |
| 15 septembre 1948 | Cleveland, États-Unis       | Richard L. Johnson               |             | 670,84  | 1 079,6   | North American F-86A-3 Sabre        | ,                                                                         |
| 18 novembre 1952  | Salton Sea, États-Unis      | J. Slade Nash                    |             | 698,505 | 1 124,13  | North American F-86D Sabre          | [ 41 ]                                                                    |
| 16 juillet 1953   | Salton Sea, États-Unis      | William Barnes                   |             | 715,745 | 1 151,88  | North American F-86D Sabre          | [ 42 ]                                                                    |
| 7 septembre 1953  | Littlehampton, Royaume-Uni  | Neville Duke                     |             | 727,6   | 1 171     | Hawker Hunter Mk.3                  | [ 43 ]                                                                    |
| 26 septembre 1953 | Tripoli, Libye              | Mike Lithgow                     |             | 735,7   | 1 184     | Supermarine Swift F4                | [ 44 ]                                                                    |
| 3 octobre 1953    | Salton Sea, États-Unis      | James B. Verdin                  |             | 752,9   | 1 211,5   | Douglas F4D Skyray                  | [ 45 ]                                                                    |
| 29 octobre 1953   | Salton Sea, , USA           | Frank K. Everest                 |             | 755,1   | 1 215,3   | North American F-100 Super Sabre    |                                                                           |
| 20 août 1955      | Palmdale, États-Unis        | Horace A. Hanes                  |             | 822,1   | 1 323     | North American F-100C Super Sabre   |                                                                           |
| 10 mars 1956      | Chichester, Royaume-Uni     | Peter Twiss                      |             | 1 132   | 1 822     | Fairey Delta 2                      | [ 46 ]                                                                    |
| 12 décembre 1957  | Edwards AFB, États-Unis     | USAF                             |             | 1 207,6 | 1 943,5   | McDonnell F-101A Voodoo             | [ 47 ]                                                                    |
| 18 mai 1958       | Edwards AFB, États-Unis     | WW Irwin                         |             | 1 404   | 2 259,5   | Lockheed YF-104A Starfighter        | [ 48 ]                                                                    |
| 31 octobre 1959   | Union soviétique            | Georgii Mosolov                  |             | 1 484   | 2 388     | Mikoyan-Gurevich Ye-66              | [ 49 ]                                                                    |
| 15 décembre 1959  | Edwards AFB, États-Unis     | Joseph Rogers                    |             | 1 525,9 | 2 455,7   | Convair F-106 Delta Dart            |                                                                           |
| 22 novembre 1961  | Edwards AFB, États-Unis     | Robert G. Robinson               |             | 1 606,3 | 2 585,1   | McDonnell-Douglas F4H-1F Phantom II | ,                                                                         |
| 7 juillet 1962    | Union soviétique            | Georgii Mosolov                  |             | 1 665,9 | 2 681     | Mikoyan-Gourevitch Ye-166           | , a.k.a. E-166.                                                           |
| 1er mai 1965      | Edwards AFB, États-Unis     | Robert L. Stephens Daniel Andre  |             | 2 070,1 | 3 331,5   | Lockheed YF-12A                     | [ 54 ]                                                                    |
| 3 octobre 1967    | États-Unis                  | William Joseph Knight            |             | 4 519,2 | 7 272,68  | North American X-15                 | Largué par un B-52 en altitude                                            |
| 28 juillet 1976   | Beale AFB, États-Unis       | Eldon W. Joersz George T. Morgan |             | 2 193,2 | 3 529,6   | Lockheed SR-71 Blackbird            | [ 55 ]                                                                    |

### Dans la catégorie hydravion
| Date              | Lieu                           | Pilote            | Nat. pilote | Vitesse | Vitesse | Aéronef          | Commentaires               |
| Date              | Lieu                           | Pilote            | Nat. pilote | mph     | km/h    | Aéronef          | Commentaires               |
| ----------------- | ------------------------------ | ----------------- | ----------- | ------- | ------- | ---------------- | -------------------------- |
| 4 novembre 1927   | Venise, Italie                 | Mario de Bernardi |             | 297.70  | 479.290 | Macchi M.52      | Database ID 11828 ,        |
| 30 mars 1928      | Venise, Italie                 | Mario de Bernardi |             | 318.620 | 512.776 | Macchi M.52bis   | Database ID 11827 ,        |
| Août 1929         |                                | Giuseppe Motta    |             | 362.0   | 582.6   | Macchi M.67      | Non-officialisé par la FAI |
| 10 septembre 1929 | Calshot, Royaume-Uni           | George Stainforth |             | 336.3   | 541.4   | Gloster VI       | Database ID 11829,         |
| 12 septembre 1929 | Calshot, Royaume-Uni           | Aoûtus Orlebar    |             | 357.7   | 575.5   | Supermarine S.6  | Database ID 11830 ,        |
| 13 septembre 1931 | Lee-on-the-Solent, Royaume-Uni | George Stainforth |             | 407,5   | 655,8   | Supermarine S.6B | Database ID 11831 ,        |
| 10 avril 1933     | Desenzano del Garda, Italie    | Francesco Agello  |             | 423,6   | 682,078 | Macchi M.C.72    | Database ID 11836 ,        |
| 23 octobre 1934   | Desenzano del Garda, Italie    | Francesco Agello  |             | 440,5   | 709,209 | Macchi M.C.72    | Database ID 4497 ,         |

### Dans la catégorie monomoteur léger
Le 23 août 2015, sur la base aérienne de Santa Cruz, le CEA-311 Anequim piloté par Gúnar Armin Halboth a battu significativement quatre records de vitesse dans la catégorie "monomoteur à piston pesant moins de 500 kg" (sous-classe C1a, groupe 1, dans la nomenclature de la FAI) :
- Vitesse en ligne droite sur 3 km : obtenue par la vitesse moyenne de quatre segments de 3 km, deux dans chaque sens, pour tenir compte du vent, et avec maintien d'altitude. La vitesse moyenne finale était de 521 km/h, avec l'un des passages effectué à 532 km/h. Le record précédent était de 466 km/h.
- Vitesse en ligne droite sur 15 km : obtenue par la vitesse moyenne de deux segments de 15 km, un dans chaque sens, pour tenir compte du vent. La vitesse moyenne finale était de 511 km/h. Le record précédent était de 454 km/h.
- Vitesse en circuit fermé de 100 km : obtenue par à la vitesse moyenne d'un circuit prédéterminé de 100 km, avec maintien d'altitude et limitations sur la largeur des portes d'entrée et de sortie. La vitesse moyenne finale était de 490 km/h, soit 100 km/h plus rapide que le record précédent. Cette différence de vitesse entre les records en ligne droite et les records en circuit fermé est principalement due à la correction des durées de virage (si le virage est trop serré, l'augmentation du facteur de charge consomme beaucoup d'énergie et s'il est trop large, cela fait perdre beaucoup de temps).
- Vitesse en circuit fermé de 500 km : obtenue par la vitesse moyenne d'un circuit prédéterminé de 500 km, avec maintien d'altitude et limitations sur la largeur des portes d'entrée et de sortie. Comme pour le record des 100 km, il y a une correction du temps de virage. La vitesse moyenne finale obtenue était de 493 km/h. Le record précédent était de 387 km/h.

Il a également battu le record de vitesse ascensionnelle :
- Temps de montée jusqu'à 3 000 m : dans ce record, on compte le temps mis par l'avion pour atteindre 3 000 m (environ 10 000 pieds). Le chronomètre se déclenche au premier mouvement de roue au début de la course au décollage, et s'arrête au franchissement de la barrière des 3 000 m. Le temps final obtenu était de 2 min et 26 secondes, une amélioration considérable par rapport au record précédent qui était de 3 min et 8 secondes.